# Sertanejo
Sous-genres
Sertanejo de raiz, sertanejo romântico, sertanejo universitário
Le sertanejo (ou musique sertaneja) est un genre musical ayant émergé dans les années 1920 dans les campagnes du Brésil, et traduisible en français sous le terme country. C'est un style musical très populaire au Brésil, en particulier dans les régions du Sudeste et du Centre-Ouest.

## Histoire
L'origine du mot sertanejo (du Sertão) vient de la zone géographique du Sertão au nordeste brésilien. Dans les années 1960 et années 1970, la mode du sertanejo était interprétée par des duos de frères (notamment Leandro e Leonardo, Zezé Di Camargo e Luciano, et Chitãozinho e Xororó)
Depuis les années 1990, c'est le style musical le plus diffusé à la radio. Entre 2000 et 2003 et depuis 2009, les albums de sertanejo ont une catégorie spécifique aux Latin Grammy Awards.

## Artistes et groupes
Les artistes notables du genre comprennent : Sérgio Reis, Renato Teixeira, Chitãozinho, Xororó, Leonardo, Daniel, Zezé Di Camargo e Luciano, Michel Teló, Gusttavo Lima, Amado Batista, Bruno e Marrone, Marília Mendonça, et Maiara e Maraisa.

## Morceaux notables
- Ai, Se eu te Pego de Michel Teló
- Balada de Gusttavo Lima
- Bara Bará Bere Berê - trois versions par Alex Ferrari, Leo Rodriguez et Michel Teló
- Eu Quero Tchu, Eu Quero Tcha de Flavel et Neto
- Lê Lê Lê de João Neto et Frederico
- Chora Me Liga de João Bosco et Vinícius
- É o amor de Zezé Di Camargo e Luciano (l'histoire de cette chanson est dans le film biopic 2 fils de Francisco[2])
- Dormi na praça - Bruno e Marrone